# Parthenope (film)
Parthenope is een Italiaans-Franse coming of age- dramafilm uit 2024, geregisseerd en mede geschreven en geproduceerd door Paolo Sorrentino. De hoofdrollen worden vertolkt door onder anderen Gary Oldman, Stefania Sandrelli, Celeste Dalla Porta en Silvio Orlando  De film geeft een beeld van de Napolitaanse maatschappij aan de hand van het levensverhaal van een vrouw.

## Etymologie
De naam Parthenope is zowel een verwijzing naar een sirene uit de Griekse mythologie, genaamd Parthenope als naar de oude Griekse stad Parthenope waar nu de Napolitaanse wijk San Ferdinando ligt. In de tijd van de Magna Graecia werd deze stad gesticht op de plek waar volgens de legende Parthenope was aangespoeld nadat ze was verdronken. De film gaat over een vrouw (met de naam Parthenope) die opgroeit in een huis aan de kust in dit deel van de stad. Ze wordt aan de kust geboren en ontwikkelt zich net als de sirenen tot een onweerstaanbare vrouw.

## Verhaal
De film volgt het leven van een vrouw, genaamd Parthenope op verschillende momenten in haar leven, vanaf haar geboorte in 1950 tot het heden. Ze komt in de loop van de film met verschillende kanten van de stad Napels in aanraking.
Op haar 20e, tijdens een vakantie op Capri, pleegt haar broer Raimundo zelfmoord omdat hij heimelijk verliefd op haar is. Tijdens dezelfde vakantie ontmoet ze de schrijver John Cheever. Hij zou veel invloed op haar leven hebben. Ze maakt een aantal omzwervingen, weet verschillende mannen te verleiden, komt in aanraking met het Bloedwonder in de Kathedraal van Napels en met de Camorra. Ze krijgt een ambivalente kijk op de tegenstrijdige cultuur en religie van de stad Napels. Uiteindelijk kijkt ze terug op haar leven met dezelfde gevoelens als die ze voor de stad koestert.

## Rolverdeling
| Acteur              | Personage               |
| ------------------- | ----------------------- |
| Celeste Dalla Porta | de jonge Parthenope     |
| Stefania Sandrelli  | de volwassen Parthenope |
| Daniele Rienzo      | Raimundo                |
| Dario Aita          | Sandrino                |
| Gary Oldman         | John Cheever            |
| Luisa Ranieri       | Greta Cool              |
| Silvio Orlando      | Devoto Marotta          |
| Isabella Ferrari    | Flora Malva             |

## Productie
In juni 2023 kondigde Sorrentino de productie van een nieuwe film aan die zich in Napels zou afspelen. De film wordt geproduceerd door Lorenzo Mieli voor het door Fremantle gesteunde The Apartment, Anthony Vaccarello voor Saint Laurent, Sorrentino voor Numero 10 en Ardavan Safaee voor Pathé, dat de film in Frankrijk zal uitbrengen.
De filmopnames gingen van start in september 2023, in Napels. en op het eiland Capri.

## Release en ontvangst
Parthenope ging op 21 mei 2024 in première op het Filmfestival van Cannes in de competitie voor de Gouden Palm, waar de film een negen minuten lange staande ovatie kreeg van het publiek.

## Prijzen en nominaties
De belangrijkste:
| Jaar | Prijs                   | Categorie   | Genomineerde(n)  | Uitslag     |
| ---- | ----------------------- | ----------- | ---------------- | ----------- |
| 2024 | Filmfestival van Cannes | Gouden Palm | Paolo Sorrentino | Genomineerd |